# 1999年4月13日阿尔巴尼亚—南斯拉夫边境冲突
1999年4月，南斯拉夫武装部队在阿尔巴尼亚-南斯拉夫边界炮击特罗波亚和克鲁马附近的几个阿尔巴尼亚边境城镇。在这些村庄里，逃离科索沃战争的难民通过越境进入阿尔巴尼亚得到收容。1999年4月13日，南斯拉夫步兵进入阿尔巴尼亚领土，封锁了科索沃解放军用来攻击南斯拉夫目标的一个地区。

## 背景

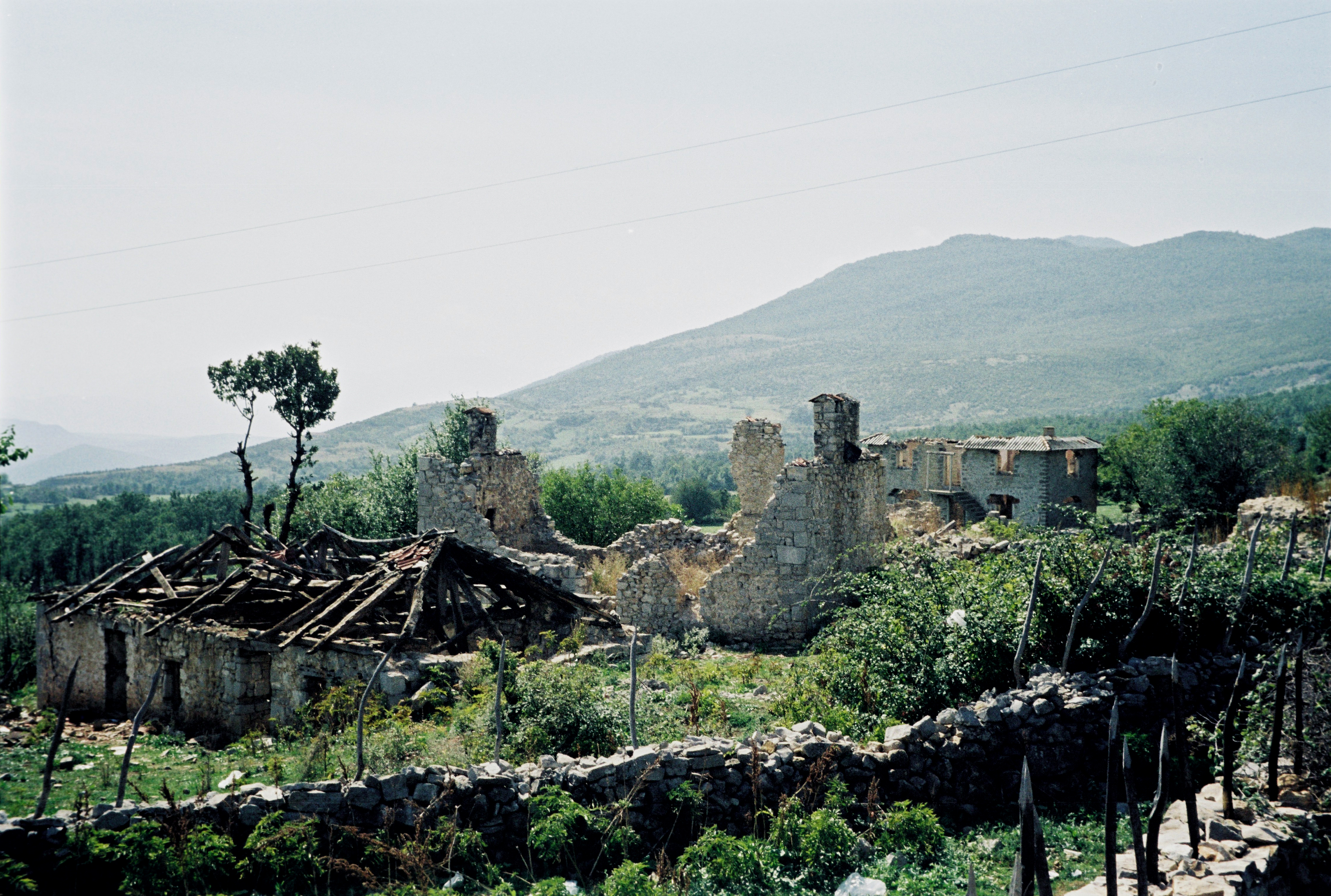
阿尔巴尼亚边界的白德林河莫里内附近的废墟

1998年初，随着科索沃的紧张局势加剧，阿尔巴尼亚军队越来越难以监测该国与南斯拉夫联盟共和国之间140公里的边界，也越来越难以应付不断涌入该国的科索沃阿尔巴尼亚难民。南斯拉夫军队在少数地区控制着边界，但一般依靠偏远的山区为他们工作。许多南斯拉夫边防部队缺乏人力，波斯尼亚-黑塞哥维那和克罗地亚境内的战争严重破坏了他们的资源。士兵士气低落，食物经常很差，军队和警察装备的备件和供应品很难获得。
阿尔巴尼亚当局对塞尔维亚企图将阿尔巴尼亚列为恐怖主义的支持者表示关切。据估计，阿尔巴尼亚军队有4000 - 6000名士兵，据说南斯拉夫对该国的军队“不太重视”。
科索沃战争是南斯拉夫联盟共和国政府和科索沃解放军之间的冲突。战争导致成千上万的科索沃阿族人加入了科索沃解放军。1998-1999年间，50多万阿尔巴尼亚难民因害怕南斯拉夫军队的报复而逃离家园。与此同时，科索沃解放军开始在难民营招募新兵。在科索沃解放军和南斯拉夫部队之间的边界发生了战斗，在那里，科索沃解放军部队渗透进了科索沃。据阿尔巴尼亚警方说，南联盟随后的入侵可能是对科索沃解放军在该地区的行动作出的反应。
南斯拉夫联盟共和国和阿尔巴尼亚之间的关系十分紧张，因为有30万名阿尔巴尼亚族人逃到阿尔巴尼亚境内。南斯拉夫对阿尔巴尼亚支持北约空袭和庇护科索沃解放军武装分子感到愤怒。欧洲安全与合作组织曾报告南斯拉夫军队入侵阿尔巴尼亚领土。在南斯拉夫军队进攻后，阿尔巴尼亚军队被命令不得反击，边境只有少量的防守。科索沃解放军的一名指挥官报告说，在袭击发生前几天，叛军已经越过边界进入科索沃解放军的一个据点特罗波亚附近，这次入侵得到了欧安组织的一名观察员的证实。

## 事件
就在午夜前，南斯拉夫军队的士兵向克鲁马镇发射了至少10枚炮弹，那里是科索沃难民的避难所。阿尔巴尼亚外交部发言人索科尔·乔卡说，这一事件没有造成任何一方的伤亡，战斗中有三所房子被毁。

## 反应
欧安组织监测员报告说，南斯拉夫伞兵已经越过边界。
- 阿尔巴尼亚：外交事务部宣布，“塞族部队的步兵部队在阿尔巴尼亚境内进行了两小时的轰炸之后，已经渗透了至多两公里（1.2英里）。”[11]4月18日，阿尔巴尼亚和南斯拉夫断绝了一切外交关系。[2]
- 南斯拉夫联盟共和国：南斯拉夫外交部否认南斯拉夫军队已进入阿尔巴尼亚。[11]
- 土耳其：总理比伦特·埃杰维特说，他将允许“如有必要，土耳其将与阿尔巴尼亚一道捍卫阿尔巴尼亚友好和兄弟人民的主权和独立”。[4]